# Rogóżek
Rogóżek (deutsch Waltershausen) ist ein nicht mehr existierender Ort in der polnischen Woiwodschaft Ermland-Masuren im Gebiet der Gmina Kozłowo (Landgemeinde Groß Koslau, 1938 bis 1945 Großkosel) im Powiat Nidzicki (Kreis Neidenburg).
Die Ortstelle von Rogóżek liegt im Südwesten der Woiwodschaft Ermland-Masuren, neun Kilometer westlich der Kreisstadt Nidzica (deutsch Neidenburg).
Das einst Roggenhausen genannte weitgestreute Dorf wurde 1874 als Gutsbezirk gemeinsam mit der gleichnamigen Landgemeinde (polnisch Rogóż) in den Amtsbezirk Groß Schläfken (polnisch Sławka Wielka) im ostpreußischen Kreis Neidenburg eingegliedert. Am 29. August 1898 wurde der Gutsbezirk Roggenhausen in die neue Landgemeinde Waltershausen umgewandelt. Im Jahre 1910 zählte Waltershausen 185, 1933 bereits 208 und 1939 noch 195 Einwohner.
In Kriegsfolge kam 1945 das gesamte südliche Ostpreußen an Polen. Waltershausen erhielt die polnische Namensform „Rogóżek“ und wurde anfangs noch besiedelt. Im Laufe der Jahre verlor der Ort seine Einwohner und wurde selbst nicht mehr erwähnt; er gilt möglicherweise als im Nachbarort Rogóż (Roggenhausen) aufgegangen.
Der Gutsbezirk Roggenhausen bzw. die Landgemeinde Waltershausen war bis 1945 in die evangelische Kirche Groß Schläfken (polnisch Sławka Wielka) in der Kirchenprovinz Ostpreußen der Kirche der Altpreußischen Union, außerdem in die römisch-katholische Kirche Neidenburg im Bistum Ermland eingepfarrt.
Die Ortsstelle Rogóżek ist von Rogóż aus über einen Landweg zu erreichen.